# Afrephialtes laetiventris
Afrephialtes laetiventris är en stekelart som först beskrevs av Cameron 1899.  Afrephialtes laetiventris ingår i släktet Afrephialtes och familjen brokparasitsteklar. Utöver nominatformen finns också underarten A. l. javensis.